# Uferzaunkönig
Der Uferzaunkönig (Cantorchilus semibadius) ist eine Vogelart aus der Familie der Zaunkönige (Troglodytidae), die in Costa Rica und Panama verbreitet ist. Der Bestand wird von der IUCN als nicht gefährdet (Least Concern) eingeschätzt. Die Art gilt als monotypisch.

## Merkmale
Der Uferzaunkönig erreicht eine Körperlänge von etwa 13,0 bis 14,0 cm bei einem Gewicht von 17,0 g. Die obere Bereich der Zügel und der obere Bereich des Überaugenstreifs ist Schwarz, der untere Zügel- und Überaugenstreifbereich ist weiß. Die Ohrdecken und die Kehlseite sind matt schwarz mit weißen Sprenkeln. Der Oberkopf ist orangebraun, der Nacken, Rücken und der Bürzel sind kastanienbraun. Die Schultern und die Flügeldecken sind schwärzlich grau mit engen gräulich weißen Streifen. Die Handschwingen und die Armschwingen sind orangebraun mit schwärzlichen Streifen. Die matt schwarzen Steuerfedern sind von gelbbraunweißen Binden durchzogen. Das Kinn ist grau, die Kehle bis zum Steiß weißlich grau mit engen schwarzen Streifen. Die Grundfarbe wird nach hinten mehr gelbbraun. Die Augen sind hell rötlich braun, der Oberschnabel schwarz, der Unterschnabel grau und die Beine matt grau. Beide Geschlechter ähneln sich. Jungtiere unterscheiden sich von erwachsenen Vögeln durch die mattere Färbung, die feinen schwärzlichen Schuppen am Oberkopf und die weniger klar gezeichneten Streifen auf der Unterseite. Die Augen sind matt braun.

## Verhalten und Ernährung
Im Mageninhalt des Uferzaunkönigs wurden Käfer, Eier von Schaben, Webspinnen und Ohrwürmer gefunden. Größere Insekten werden von ihm in kleinere Stücke zerlegt, bevor er sie verspeist. Meist ist er bei der Futtersuche in den unteren Straten in Paaren oder Familiengruppen unterwegs. Gelegentlich bewegt er sich in gemischten Gruppen in der Nähe von Ameisenschwärmen, doch folgt er nicht immer den Spuren der Arbeitsameisen. Trotz seines Hangs zu Wasserläufen sucht er seine Beute nicht in Ufernähe.

## Lautäußerungen
Der Gesang des Uferzaunkönigs, der von beiden Geschlechtern von sich gegeben wird, besteht aus lauten, klingelnden Phrasen bestehend aus ein bis vier Tönen. Diese gibt er beständig von sich, wechselt auf eine andere Phrase, die er dann ebenfalls beständig wiederholt. Jungtiere geben einen unterschiedlichen Gesang von sich, der wie ein langgezogenes Medley tiefer, süßer klingender Töne klingt. Seine Laute beinhalten raue tschurr und verschiedene klare klirrende Töne.

## Fortpflanzung
Die Brutsaison des Uferzaunkönigs ist langwierig. In Costa Rica wurden im Februar, Juli, August und Dezember Eier von ihm entdeckt. Das Nest wird vermutlich durch beide Geschlechter gebaut. Zum Bau verwendet er feines Fasermaterial, mit etwas Moos auf dem Dach. Es hat eine kugelförmige Struktur mit einer tieferen Einkerbung, damit es auf einen Ast passt. Dieses wird mit einem Vorraum, der getrennt von einem Brutraum ist, konstruiert. Das Nest hat einen Seiteneingang, der nach unten gerichtet ist und in den Vorraum führt. Er platziert es relativ tief in 1,5 bis 2,2 Meter über dem Boden, regelmäßig über fließendem Wasser. Die Schlafnester sind wesentlich schlichter in ihrem Bau. Ein Gelege besteht aus zwei weißen Eiern mit feinen hellbraunen und zimtfarbenen Flecken, die sich meist am dickeren Ende befinden. Die Bebrütung erfolgt ausschließlich durch das Weibchen und dauert 18 bis 19 Tage. Die Nestlinge werden für ca. 16 Tage von beiden Geschlechtern gefüttert. Familienmitglieder bleiben bis zu einem Jahr bei den Eltern.

## Verbreitung und Lebensraum
Der Uferzaunkönig bevorzugt besonders die Ränder von Wasserläufen, sumpfige Waldränder und steile Abhänge. Hier bewegt er sich in Höhenlagen von Meeresspiegel bis 1200 Metern. Meist ist er in den Abflussgebieten des Pazifiks vom zentralen Costa Rica südlich des südlichen Endes des Golfs von Nicoya bis in den Westen Panamas anzutreffen.

## Migration
Es wird vermutet, dass der Uferzaunkönig ein Standvogel ist.

## Etymologie und Forschungsgeschichte
Die Erstbeschreibung des Uferzaunkönigs erfolgte 1870 durch Osbert Salvin unter dem wissenschaftlichen Namen Thryothorus semibadius. Das Typusexemplar wurde von Enrique Arcé in der Provinz Chiriquí gesammelt. 2006 führte Nigel Ian Mann, Frederick Keith Barker, Jefferson Alden Graves, Kimberly Anne Dingess-Mann und Peter James Bramwell Slater die für die Wissenschaft neue Gattung Cantorchilus ein. Dieser Name leitet sich von »cantus« für »Lied« und »orkhilos ορχιλος« für »Zaunkönig« ab. Der Artname »semibadius« ist das lateinische Wortgebilde aus »semi-, semis, semissis« für »halb-, Hälfte« und »badius« für »braunfarbig«.